# Стовбчатий Володимир Миколайович
Володимир Миколайович Стовбчатий (1 січня 1940 — 25 жовтня 2010) — український ентомолог, фахівець з дротяників (личинки коваликів) і захисту рослин від них, а також із випливу Чорнобильської катастрофи на комах, кандидат біологічних наук (1978), автор більш ніж 70 наукових публікацій, зокрема розробив низку нормативів і рекомендацій по застосуванню пестицидів, брав участь у створенні двох видань довідника «Вредители сельскохозяйственных культур и лесных насаждений» (1973-1975 і 1987-1989).

## Життєпис
Протягом 1963-1968 років навчався на факультеті захисту рослин Української сільськогосподарської академії. У 1967-1985 роках працював на різних посадах у Інституті захисту рослин. 1976 року захистив кандидатську дисертацію на тему «Проволочники агроценозов Центральной Лесостепи и юга Украины и обоснование мер борьбы с ними методом предпосевной обработки семян» (науковий керівник В. Г. Долін). З 1985 року до кінця життя працював у Інституті зоології імені І. І. Шмальгаузена НАН України на посадах старшого та провідного наукового співробітника, протягом 2004-2007 років очолював відділ загальної та прикладної ентомології (зараз відділ ентомології та наукових фондових колекцій). З моменту Чорнобильської катастрофи активно вивчав її вплив на комах, відпрацював 356 діб у зоні відчуження.